# Santa Igia
Santa Igia est une ville de Sardaigne ayant existé entre le IXe siècle et 1258, année où elle fut détruite par les troupes de la république de Pise et ses alliés sardes. Elle était la capitale du judicat de Cagliari, l'un des quatre judicats qui composaient l'île à l'époque médiévale. 
Une partie de ses restes archéologiques se trouve en périphérie ouest de Cagliari, en bordure de la lagune, et une autre partie dans l'île de Sa Illetta, située à l'intérieur même de la lagune.

## Histoire
La région de Santa Igia, près de la lagune de Santa Gilla, a été habitée d'abord par les Phéniciens, puis par les Romains qui ont construit un port (Portus Scipio) sur les rives de la lagune.
En 718 les pirates sarrasins lancèrent leurs premiers assauts contre Cagliari, détruisant de nombreux secteurs de la ville et asservissant les habitants. Aussi certains Cagliaritains s'installèrent en retrait de la côte sur les rives du Stagno di Santa Gilla et dans son île de Santa Gilla, fondant la ville de Santa Igia dont le port avait été utilisé auparavant par les Byzantins. 
À partir du IXe siècle la ville devint la capitale du judicat de Cagliari. La zone fut fortifiée et reliée au château de San Michele.
En 1258, lors du processus de conquête du judicat de Cagliari, les forces de Pise et leurs alliés détruisirent la ville.